# Mötet i Strängnäs 1477
Mötet i Strängnäs 1477 var en sammankomst som hölls i Strängnäs för att diskutera och besluta om Sveriges angelägenheter. Det inleddes i juni 1477 och avslutades i juli 1477.
I maj 1477 utfärdade Kristian I en skrivelse där han begärde att åter hyllas som kung vid midsommar och lovade samtidigt att åtelämna Gotland till Sverige och betala sin skulder.  Vid detta möte i Strängnäs blev dock svaret nej.
Under mötet undertecknades 2 juli privilegiebrevet för Uppsala universitet.